# Pragocentrismus
Pod pojmem pragocentrismus se rozumí soustředění politické a hospodářské moci do města Prahy nebo zdůrazňování významu a prosazování role Prahy jako politického a organizačního ústředí. Termín je obvykle používán kriticky s poukazem na charakter republiky jako centralizovaného státu, ve kterém má hlavní město jako nejdůležitější územní jednotka vliv na rozhodování v celém státě.

## Historie
Před rozdělením Československa se o pragocentrismu mnohdy mluvilo v souvislosti se Slovenskem. Mnoho Slováků cítilo ukřivděnost a nespokojenost s koncentrací významných státních orgánů v hlavním městě České socialistické republiky a s výší investic, které do rozvoje hlavního města šly. Po roce 1993, kdy bylo Československo již rozděleno, se začali ozývat Moravané, byť však již ne tolik hlasitě.

## Politický a hospodářský pragocentrismus
V politické sféře se pragocentrismus opírá o umístění sídel většiny státních institucí do Prahy. Jsou to především prezident, parlament a vláda České republiky, ale i další vysoké úřady. Nezanedbatelný vliv na výsadní postavení Prahy v Česku má také přítomnost početného diplomatického sboru a jiných zastoupení zahraničních vládních a nevládních organizací.
Výjimkou při umístění významných institucí jsou však nejvyšší soudy České republiky, a to Ústavní soud, Nejvyšší soud a Nejvyšší správní soud, dále také Nejvyšší státní zastupitelství a některé instituce kontrolní povahy, jako je např. Veřejný ochránce práv, Úřad pro ochranu hospodářské soutěže či Úřad pro dohled nad hospodařením politických stran a politických hnutí. Všechny tyto instituce sídlí v Brně. 
Proti subjektivně vnímaným negativním vlivům pragocentrismu působí do určité míry rozpočtové určení daní. 
V hospodářství se výtka pragocentrismu opírá o skutečnost, že většina státem ovládaných a do značné míry monopolních firem (jako je energetický podnik ČEZ) i velkých nadnárodních firem má sídlo v Praze. Rovněž sídla tuzemských firem se často přesunují do Prahy. Také většina masových médií, jak veřejnoprávních (Česká televize, Český rozhlas, Česká tisková kancelář), tak těch v soukromém vlastnictví (mj. TV Nova, velké deníky jako Hospodářské noviny, Lidové noviny, MF Dnes či bulvární Blesk), má hlavní velké redakce v Praze.
Dopady pragocentrismu lze pozorovat také ve velké části dění v oblastech kultury, vědy, výzkumu a sportu. Praha je též nejdůležitějším místem cestovního ruchu v České republice. Praha byla v roce 2017 s vice než 8,5 milionu turistů páté nejnavštěvovanější město Evropy po Londýně, Paříži, Istanbulu a Římě.